# پیکان‌های شکسته (فیلم ۱۹۹۶)
پیکان‌های شکسته (به انگلیسی: Broken Arrow) فیلمی اکشن است به کارگردانی جان وو که محصول سال ۱۹۹۶ ایالات متحده است.

## خلاصه داستان
«ویک دیکینز» (تراولتا)، خلبان نیروی هوایی، هم راه با کمک خلبان جوانش، «رایلی هیل» (اسلیتر) یک عملیات ظاهراً معمولی شبانه را انجام می‌دهند. اما «دیکینز» در واقع خائنی است که بمب افکن «استیلت» شان را به طرز خطرناکی در درهٔ مرگ فرود می‌آورد تا دو کلاهک هسته‌ای آن را برباید و به تروریست‌هایی که می‌خواهند از دولت باج بگیرند، بفروشد.

## بازیگران
در این فیلم بازیگرانی ذیل ایفای نقش کردند:
- جان تراولتا
- کریستین اسلیتر
- سامانتا ماتیس
- دلروی لیندو
- فرانک ویلی
- باب گانتون
- حاوی لانگ
- کیسی بیجز
- شان توب
- ویتو روگینز
- وندی کورتیس-هال
- کورتوود اسمیت
- کامرون آرگانزیانو
- جک تامپسون
- دانیل ون بورگن